# Панчук Тимофій Сидорович
Тимофі́й Си́дорович Панчу́к (1897 , Михайлівка, Кельменецька волость, Хотинський повіт, Бессарабська губернія, Російська імперія  — невідомо ) — український радянський діяч, селянин. Депутат Верховної Ради УРСР 1-го скликання (1941—1947).

## Біографія
Народився 1897 року в бідній багатодітній селянській родині в селі Михайлівка, тепер Кельменецький район, Чернівецька область, Україна. Допомагав батькам по господарстві, із дванадцятирічного віку (1908 року) наймитував у поміщиків Лафаровича та Владгоровича у селі Лівинці Кельменецької волості. У 1912 році три місяці навчався в школі, потім до 1915 року працював наймитом у поміщика Шора в Липканській волості.
Під час Першої світової війни у 1916 році був мобілізований до російської імператорської армії. До квітня 1917 року перебував на фронті. Потім захворів, місяць пролежав у лікарні, а після одужання служив у 15-му запасному та 1-му революційному полках російської армії.
На початку 1918 року повернувся в Хотинський повіт, працював у власному господарстві. Був одним із організаторів та учасників Хотинського збройного повстання проти румунської влади в січні 1919 року в селі Михайлівці на Кельменеччині. Після поразки повстання перейшов кордон на Дністрі та працював у міському управлінні міста Кам'янця-Подільського.
З квітня 1919 року — в Червоній армії, служив артилеристом в дивізії Котовського. Учасник громадянської війни. Воював проти військ УНР під Жмеринкою, проти російських білогвардійських військ генерала Денікіна в Козинському повіті на Чернігівщині. Після розгрому червоної дивізії Котовського переховувався. Був заарештований владою Української Народної Республіки і засуджений до розстрілу, але страти уник.
Восени 1919 року перейшов кордон на ріці Дністер і повернувся до рідного села Михайлівки на Буковині. На початку грудня 1919 року був заарештований румунською владою.
З 1920 по 1925 рік перебував у румунських в'язницях, на каторзі в соляних шахтах Георгеокни (Тиргу-Окну).
У 1925 році повернувся до села Михайлівки, де працював до 1940 року в сільському господарстві. У 1927 році був заарештований румунською владою за розповсюдження революційної брошури, але незабаром відпущений на свободу.
Після приєднання Північної Буковини і Бессарабії до СРСР з червня 1940 року працював членом сільської ради села Лівинці Кельменецького повіту (району).
З літа 1940 по 1941 рік — голова сільської ради села Михайлівки Кельменецького району Чернівецької області.
12 січня 1941 року обраний депутатом Верховної Ради УРСР 1-го скликання по Хотинському виборчому округу № 399 Чернівецької області.
Під час німецько-радянської війни був евакуйований до Саратовської області РРФСР, де працював заступником голови колгоспу імені Будьонного Красноярського району.
Член ВКП(б) з 1944 року.
У кінці квітня 1944 року повернувся до Кельменецького району Чернівецької області, де з 8 травня 1944 року працював заступником голови виконавчого комітету Кельменецької районної ради депутатів трудящих із мобілізації робітничої сили.